# Martin Richard Flor
Martin Richard Flor (15. juni 1772 – 29. februar 1820) var en dansk-norsk skolemand, økonom og naturhistoriker.

## Opvækst
Han blev født på Tåsinge i Danmark den 15. juni 1772, som søn af sognepræsten Georg Johan Flor (1738–1803) og Anna Elisabeth Dreyer (1754–1828). Slægten Flor er en gammel nordfrisisk sømands- og præsteslægt.
Flor blev sat i Odense Katedralskole i 1788, og to år senere dimitteret til Københavns universitet, hvor han i 1790 med professor Chr. Kratzenstein som privatpræceptor bestod examen artium (studentereksamen) med karakteren laudabilis. Året efter bestod han filosofikum med samme karakter, men ses ikke at have fulgt universitetsstudierne videre. I stedet fulgte han forelæsningerne ved det private Naturhistorie-Selskabet i København, oprettet i 1789. Her hørte han blandt andet den Bergensfødte professor Martin Vahls forelæsninger i botanik.

## Naturhistorielærer

### Christiania katedralskole
I år 1800 befandt Flor sig blandt alumnerne i det første kuld ved det såkaldte Seminarium pædagogicum eller Seminariet for de lærde Skoler i København. Seminariet var en lærerskole oprettet i forbindelse med regeringens omfattende reformer af det højere skolevæsen. Det skulle uddanne fagspecialister for de reformerede skoler. Allerede efter én måned fik Flor imidlertid den ledige stilling som lærer i naturhistorie ved Christiania katedralskole (ydermere underviste han i perioder i fysik). Han tiltrådte som adjunkt, men blev året efter forfremmet til overlærer. Denne stilling beholdt han til sin død.
Ved skolen gjorde Flor en stor indsats for at opbygge omfattende naturhistoriske samlinger, men i dag i er kun få genstande bevaret herfra. En af de første sager, Flor tog fat på efter sin ankomst til Norge, var at etablere en botanisk have i Christiania. Først forsøgte han at lave et anlæg ved Katedralskolens rektorgård Sinsen (i Niels Treschows tid), men fik efter aftale med Bernt Anker lov til at overtage Palæhaven (nu Christian Frederiks plass) som botanisk anlæg for skolen. Haven blev drevet frem til 1814, hvor Universitetets botaniske have på Tøyen efterhånden kom i drift. Flor udsåede 260 arter i 1810, hele 279 arter i 1811, 159 arter i 1812 og 258 arter i 1813, blandt dem «mange tilforn i Norge ikke dyrkede Væxter». Palæhaven var landets første offentlige botaniske have, og fordi skoleeleverne også dyrkede køkkenplanter der, regnes den desuden for landets første skolehave. Efter tiden som botanisk anlæg blev haven landets første offentlige park.

### Krigsskolen
En donation satte i 1802 Krigsskolen i stand til at ansætte en naturhistorielærer. Valget faldt på Flor, som også blev ansat som bibliotekar for skolens 6000 bind store offentlige bogsamling (biblioteket, som omfattet Bernt Ankers store samlinger, gik tabt i Palæets brand i 1942. Også her opbyggede han et betydeligt naturhistorisk museum, hvoraf meget lidt dog er bevaret ved skolen. Flor beholdt begge stillinger ved Krigsskolen frem til 1817.

## Flors pædagogik
Flor var en typisk oplysningstidsmand. Han var tilsyneladende deist, og hans pædagogiske overbevisninger er klart reformpædagogiske i traditionen efter Rousseau. Flor er blevet fremhævet som en af periodens mest overbeviste filantropinister, og forsøgte i sit virke at anvende principper fra filantropinisterne på skolerne i Dessau og i Schnepfenthal. Ved katedralskolen forsøgte han blandt andet at etablere en ordning med skolelæge, gymnastik- og seksualundervisning, samt et nyt karaktersystem.

### Søndagsskolen
Til Flors pædagogiske syn hørte overbevisningen om, at alle samfundslag skulle have undervisning. Allerede i 1802 var han blandt stifterne af en søndagsskole for byens håndværkere. Her kunne de på deres ugentlige fridag lære at læse, skrive og regne, samt naturhistorie og en del andre fag. Flor var lærer ved skolen til 1812.

### Christiania borgerskole
I 1806 var Flor desuden blandt initiativtagerne til en forberedelsesskole, senere Christiania Borgerskole, som bestod frem til 1932. Her kunne handelsborgerskabets børn få undervisning i regning, skrivning, læsning, moderne fremmedsprog, gymnastik og andre fag, som kunne være nyttige for dem i deres liv som handelsmænd. Også i sit virke som kommissionær i Selskabet for Norges vel ivrede han for undervisning af håndværkere og bønder.

## Mosepræsten
I 1807 befandt Flor sig i København da englænderne bombarderede byen, og efter at han kom tilbage til Christiania, stillede han sig til rådighed for Regeringskommissionen. Under Den engelske handelsblokade frygtede regeringen hungersnød i de norske bygder, og alle alternativer blev vurderet for at afværge den forestående katastrofe. Som botaniker interesseret i nytteplanter mente Flor at have fundet løsningen: Med støtte i tidens botaniske autoriteter gik Regeringskommissionen på Flors anbefaling ind for at udbrede kundskaben om islandslav (Cetraria islandica) som kornerstatning.
Sammen med to af byens farmaceuter (Hans Henrik Maschmann og Jacob Christlieb Schandorff) brugte Flor foråret 1808 på eksperimenter med islandslav og andre surrogater, mens sommeren og efteråret gik med to omfattende rejser i folkeoplysningens tjeneste. Det blev tilsammen to rejser på to måneder hver, kun adskilt af en uges hvile i Christiania. For dette arbejde gav bønderne ham tilnavnet "Mosepræsten".
Den første rejse gik over Ås, Drøbak, Røyken, Hurum, Svelvik, Strømmen, Lier, Drammen, Tangen, Eiker, Hokksund, Kongsberg, Flesberg og Sandsvær; op ad Numedal til Svene, Rollag, Nore og Oppdalen; tilbage til Kongsberg, Hokksund og Eiker; videre over Snarum til Modum; op gennem Hallingdal til Nes, Ål og Gol; ned igen over Sigdal til Modum, Norderhov, Haug, Soknedalen og Strømsoddbygda; Ådalen, Hole, Krokskogen og tilbage til Christiania over Jevnaker, Gran, Hakadal og Nittedal.
Den anden rejse gik over Skedsmo til Ullensaker, Eidsvoll, Elverum, Trysil, Stor-Elvdal, Tylldal, Tynset og Kvikne; tilbage til Tynset, videre over Tolga til Lille Elvdalen og Nedre Foldalen; over Dovre til Gudbrandsdalen og Lesja, Vågå, Ringebu, Lillehammer, Hamar og Ringsaker, og til sidst over Eidsvoll og Ullensaker til Christiania.
Ganske vist blev Flor og hans budskab om islandslavens fortræffelighed blev dårlig modaget af dem, der forventedes at skulle leve af laven, men på trods heraf kunne Flor siden konstatere «at Kunskab i Botaniken har i Fortiden været og er i Nutiden et Middel, hvorved et ikke ringe Tal af vore Landsmænd ere blevne reddede fra Hungersnød og dennes ødelæggende Følger». Denne overbevisning danner på mange måder udgangspunktet for hans omfattende arbejde for Norges selvforsyning i årene frem mod 1814.

## Selskabet for Norges vel
Flor var et aktivt medlem af Aker sogneselskab og af Selskabet for Christiania Byes Vel, og da Selskabet for Norges Vel blev oprettet i 1809, var han blandt initiativtagerne. Det var her, han kom til at lægge sin største indsats. I en årrække – frem til 1814 – kom Selskabet for Norges vel til at fungere som en slags norsk folkerepræsentation og «skyggeregering» med betydelig politisk indflydelse.

### Uafhængighed gennem videnskab
I de første åre efter oprettelsen arbejdede Selskabet for Norges vel aktivt for at etablere Norge som en selvforsynende økonomisk enhed, mest muligt uafhængig af den overordnede danske statsøkonomi. Blandt dets medlemmer herskede en eksplicit og udtalt forventning om stadig økonomisk vækst i takt med den naturvidenskabelige udforskning af landet. Denne vækst skulle styrke nationen både økonomisk og politisk, og dermed fik naturvidenskaberne en tydelig politisk-økonomisk dimension. I dette arbejde var Flor den ledende skikkelse. Som medlem både af selskabets naturvidenskabelige og dets industriklasse var han aktivt med til at forme dets økonomiske politik, som tog sigte på at udskille Norge som en egen økonomisk enhed ved hjælp af importerstatning og effektivisering af de norske næringer.
Landets økonomi skulle gøres selvstændig og uafhængig af udlandet, som man i det mindste midlertidig – under blokaden – var afskåret fra. Der måtte, som Flor så det, opbygges en selvforsynende, selvstændig og uafhængig norsk økonomi på den norske naturs egne præmisser.
Det første stød til denne virksomheden skyldtes den umiddelbare nød som følge af den engelske handelsblokade, men da den kom i ordnede former inden for Selskabet for Norges vel, blev ambitionerne samtidig større. Indenfor rammerne af handelsblokaden og tidens økonomiske teori (kameralismen), med dens vægt på en isolationistisk og protektionistisk politik, kunne der dannes et nyt og selvstændigt grundlag for en norsk nationaløkonomi. Det naturvidenskabelige arbejde som oprindeligt skulle forhindre hungersnød blev derfor i hænderne på Selskabet for Norges vel ikke bare et redskab for at bedre livsvilkårene for den norske befolkning, men et politisk pressionsmiddel mod den enevældige danske kongemagt.

## Studenterbevæbningen
Efter Freden i Kiel i 1814 svandt interessen for Selskabets arbejde ind. Blokaden var hævet, udlandshandelen var åbnet igen, og det var ikke længer nødvendigt at markere politisk afstand til København. Det store problem var vilkårene i fredsslutningen: at landet skulle overlades til Sverige. Flor kastede sig med stor iver ind i kampen for et selvstændigt Norge. «Frihed eller Død», udbryder han i et brev, «før ville vi leve hidset som Uafhengighedens Forsvarere, end leve her som Slaver; før ville vi døe som frie norske Mænd, end leve som svenske Slaver». Han lod seg derfor vælge til leder for Studenterbevæbningen, et halvmilitært korps bestående af akademiske borgere. Korpset kom imidlertid aldrig i kamp.

## Lektor ved Det kgl. Frederiks Universitet
I september 1811 havde kongen bestemt at der skulle oprettes et universitet i Norge. I de første planer var Flor en selvsagt kandidat til et professorat i botanik eller økonomi. Da midlerne ikke rakte til, blev i stedet den nogle år yngre botaniker Christen Smith i 1814 ansat som professor i botanik og statsøkonomiske videnskaber. Smith begyndte ikke sin lærervirksomhed umiddelbart; han tog afsted på en flerårig rejse, og i mellemtiden vikarierede Flor, som dermed blev universitetets første forelæser i botanik. Da Smith døde under en ekspedisjon på Kongofloden i 1816, blev Flor ansat i hans sted som lector botanices. Dermed fik Flor sammen med den botaniske gartner Johan Siebke ansvar for opbygningen af botanisk have på Tøyen samt universitetets botaniske museum. Desforuden holdt han de botaniske forelæsninger for medicin- og farmacistudenterne, samtidig med at han beholdt overlærerstillingen ved katedralskolen.

## Flors forfatterskab
Flor havde et omfattende landøkonomisk forfatterskab, og skrev om forskellige nyttige emner i tidsskrifterne Den norske Bondeven og Budstikken, samt i indbydelsesskrifterne ved Katedralskolen. Desuden udgav han en række folkeoplysningsskrifter på regeringens og Selskabet for Norges vels bekostning. Hans mest kendte skrift er nok Bidrag til Kundskab om Naturvidenskabernes Fremskridt i Norge (1813) som er genoptrykt som faksimile (i 1965) og har stor kildeværdi for videnskabshistorien. Hans reformpædagogiske lærebøger for borgerskolerne kom i en række oplag frem til 1838. Han er desuden kendt som forfatter til den første norske lokalflora, Systematisk Characteristik over de i Christiania Omegn vildvoxende Planter, som have tydelige Blomster (1817), og den første norske lærebog for medicinstudiet, Systematisk Characteristik over nogle Lægedomsplanter (1819). Det bør også nævnes at Flor var en af hovedmedarbejderne i arbejdet med Kraft og Nyerups Almindeligt Forfatterlexicon (1820), og at han sammen med digteren og økonomen Christen Pram samlede og redigerede Bernt Ankers litterære efterladenskaber til udgivelse (Manuskripterne blev dog aldrig trykt). Han var desuden en af redaktørerne bag udgivelsen af Christen Smiths dagbøger fra Kongoekspeditionen i 1816 (1819).
.

## Flors død
M. R. Flor døde den 29. februar 1820. I kirkebogen har præsten noteret at Martin Richard Flor, ugift, lektor i botanik, «druknede sig selv paa Bjørvigen». I flere år havde han været plaget af dybe depressioner, men efteråret 1819 blev han grebet af en total «Svækkelse af Tænkekraften». Sygdommen ytrede sig bl.a. ved, at han vedvarende «talte om hemmelige Synder og var paa ingen Maade at bringes fra denne fixe Idee at han ved skrækkelige Straffe skulde udsone skrækkelige Synde Forseelser, som ingen faldt paa engang at formode at han havde begaaet». Til slut formåede han at undslippe sine vogtere ved hospitalet og kastede sig i en våge i den tilfrosne fjord. «En overordentlig Skare af alle Stænder, der frivillig fulgte ham til Graven, beviste», fortæller en af hans gamle elever, «at han havde været afholdt». Flor hørte til Aker sogn, men blev alligevel bisat i Oslo domkirke, og selv om han tog livet af sig, blev han begravet i indviet jord på Vår Frelsers Gravlund.

### Mindedigte
Efter hans død skrev flere af Flors tidligere elever mindedigte over deres gamle lærer. Maurits Hansen og Conrad Nicolai Schwach skrev de mest mindeværdige.
Martin Richard Flor
Af Maurits Hansen
Sneen blinker over Jorden, / Stormen hviner kold i Norden, / Isen dækker Elv og Strand; / Stille slumre Floras Spæde, / Død er Somrens lyse Glæde, / Slukt er Solens stolte Brand.
Floras Ven saa vildt og bange / Hører Stormens Dødningsange, / Gyse maa i Vintrens Kuld; / Ingen Blomst ham Trøst tilsmiler, / Ak, de alle døde hviler / Dybt i Jordens frosne Muld.
Ingen fatte kan hans Smerte, / Ingen lette maa hans Hjerte, / Ingen hælder han sig til; / Mørk og eensom han omvanker; – / Da forvilde sig hans Tanker, / Vaaren han opsøge vil.
«Arme Vandrer! Vaaren kommer, / Og den glade lyse Sommer, / Og din Floras rige Pragt!» / O, du meer ei kan fornemme / Trøstens vennehulde Stemme; / Modløs staaer du og forsagt.
Haabets Grønt for Sjelen blegner, / Kraftens Blomst i Hjerte segner, /
Og Fornuftens Sol er slukt; / Vanvid mørk omkring dig svinger, / Paa de sorte Ravnevinger, / Med den vilde Ørneflugt.
«Her du ei kan Flora finde; / Hisset smiler din Veninde, / Nævner blidt din Dyrkers Navn.» / Ravnen hvæser hæst og iler; – / Vildt den arme Vandrer smiler, / Styrter sig i Bølgens Favn.
Skjaldens Vemodstaarer rinde; / Ei han sjunger til dit Minde / Som om Vahl den store Skjald; / Men naar Vaarens hulde Spæde /
Blidt din stille Gravhøi klæde, / Adams Qvad han synge skal.
Og naar Somrens Blomsterklynger / Sig om høiens Grønsvær slynger, /
Skygge skal din grav en Eg; / Norge skal dens Grene flette / Og et Monument dig sætte / Hver en Høst af gyldne Reg.

Martin Richard Flor
Af C. N. Schwach
Fred med dine Been i Gravens Skjød, / Vandrer, træt af travle Færd herneden! / Fred med Aanden, som sin Lænke brød, / Og opsvang sig fri mod Evigheden. / Meget har du kæmpet, har Du lidt; / Verden gik Dig ofte koldt imøde. / Blund da i dit lune Kammer blidt / Til en bedre Verdens Morgenrøde.
Kort er Norges Sommer; Floras Børn / Kun en føie Stund mod Solen smile; / Længe dækker Sneen Krat og Tjørn, / Og de Hulde Smaae i Slummer hvile. / Er det Skjæbnens Lov, at Norge skal / Og saa kort hver Floras Dyrker favne? / Og at Fredriks Musatempelhal / Brat skal hver Gudindens Yndling savne?
Han, som siden drog til Congos Strand, / Steeg eengang med Dig til Goustads Tinde / Skar sit Navn med dit i samme Gran / Til den broderlige Vandrings Minde. / Granen sank for Vinterstormens Harm, / Og paa fjerne Kyst din Broder døde; / Træt Du styrted’ Dig i Dødens Arm, / Gik, din broderlige Ven at møde.
Ei Europa lydt dit Navn gjentog, / Kun en mindre Kreds din Idræt kjendte; / O men den skal vidne sandrue dog: / At dit Hjerte varmt for Flora brændte. / Mangen Yngling, som Du ledet har / Gjennem din Gudindes vide Rige, / Vidne skal: at reen din Villie var, / Og dit Hjerte fromt og varmt tillige.
Og ei Flora ene tjente Du, / Thi til almeent Vel din Id Du vendte; / Og med lige varm og nidkjær Hu / Ceres og Pomona tidt Du tjente. / Mangen Bonde, ledet ved dit Raad, / Mindes skal dit Navn med Tak og Ære; / Mangt et Træe skal vidne om din Daad, / Og paa bugnet Green dens Frugter bære.
Samler eder da i Søstre tre! / Flora, Ceres og Pomona kommer! / Og, naar Solen smelter Vintrens Snee, / Smykker Graven Vaar og Høst og Sommer! / Vaar og Sommer over Gravens Muld / Blomster smaae i Krands sig huldt forene! / Men om Høsten dække den med Guld / Tunge Ax og gyldne Abildgrene!

## Portræt
Et samtidigt portræt af Flor, bestilt af John Collett og i sin tid ophængt i hans Floratempel på Ullevål gård sammen med portrætter af Martin Vahl og Carl von Linné, findes i dag på Botanisk museum, Tøyen.

## Flors skrifter
Nedenstående bibliografi er den mest fuldstændige over Flors skrifter.

### Selvstændige udgivelser
- Nogle Tvivl og Indvendinger, som kunde gjøres imod Naturhistoriens Studium og dens Anvendelse som Læregjenstand i Skolerne (Christiania 1805)

- Om Fødemidler. A. til Almuens Oplysning. Efter Regjeringens Foranstaltning trykt paa offentlig Bekostning (Christiania 1808)

- Om Salt af. B. til Almuens Oplysning. Efter Regjeringens Foranstaltning trykt paa offentlig Bekostning (Christiania 1808)

- Om Salt af Tang. C. til Almuens Oplysning. Efter Regjeringens Foranstaltning trykt paa offentlig Bekostning (Christiania 1808)

- Om Tobaksplantens Dyrkning af J. C. Normann, gjennemgaaet og forøget. Udg. af Selskabet for Agers Sogns Vel (Christiania 1809)

- Veiledning til en for Norge passende Faarerøgt eller om Souer. Udg. af det Patriotiske Selskab for Aggershuus Stift (Christiania 1809)

- Naturvidenskabens Hjælp for Norge i den fødetrange Sommer 1808 (Christiania 1810)

- Indbydelse fra Forberedelses-Instituttet [om barns lydighet mot foresatte] [Christiania 1810]

- Om Brændevinsbrænding af Kartofler (Poteter), saaledes som samme foretages paa det Kongelige Brænderie i Kjøbenhavn, meddelt af Assessor Ulvall [udgivet af M. R. Flor] (Christiania 1811)

- Skolelove for Christiania Borgeskoles Disciple [udgivet af M. R. Flor] (Christiania 1812)

- Udtog af Catalogen over det Kgl. Norske Land-Cadet-Corpses offentlige Bibliothek (Christiania 1812)

- Om Gede-Avl i Norge af O. B. Ørbech med Tillæg af M. R. Flor (Christiania 1813)

- Bidrag til Kundskab om Naturvidenskabernes Fremskridt i Norge (Christiania 1813)
- Indbydelsesskrift [systematisk fortegnelse over norske bergarter] (Christiania 1815)

- Tillæg til Skole-Programmet for 1815 (Christiania [1815])

- Første Næring for den sunde Menneskeforstand. Af Karl T. Thieme. Gjennemgaaet efter den Tydske Originals 6te Oplag, forandret og omarbejdet paa flere Steder med Hensyn til den norske Ungdoms Tarv. Med nogle Tillæg af M. R. Flor (Christiania 1815; 1817; 1828; 1838)

- Dansk Læsebog for de første Begyndere. Af Morten Hallager. Forandret og tildeels omarbeidet af M. R. Flor (Christiania 1815; 1817; 1829; 1836)

- Naturhistorie for Begyndere til Brug i Skoler og ved privat Underviisning af K. P. Funke. Gjennemseet af og paa mange Steder omarbeidet og forøget af M. R. Flor (Christiania 1816; 1831; 1835)

- Systematisk Characteristik ovrer de i Christiania Omegn vildvoxende Planter, som have tydelige Blomster, eller de Phanerogame (Christiania 1817)

- Ledetraad for Begyndere til Kundskab om de almindelige phanerogame Planter i Norge (Christiania 1817)

- Systematisk Characteristik over over nogle Lægedomsplanter (Christiania 1819)

### Artikler
- «Foderurter. Segl Sneglebælle», i Den norske Bondeven, Christiania 1812, sp. 131-135. & ibid. sp. 44-48.

- «Bekjendtgjørelse om Farve-Vaid», i Budstikken, Christiania 1812, sp. 197-198.

- «Engelsk Raigræs. Fransk Raigræs», i Budstikken, Christiania 1812, sp. 179-181.

- «Om Timohei-Græsset og dets Dyrkning», i Budstikken, Christiania 1812, sp. 161-65. [Også som særtrykk].

- «Flad Ulvefod Jamne, Jevne», i Den norske Bondeven, Christiania 1812, sp. 27-28.

- «Brødmos, Islandsk Lav», i Den norske Bondeven, Christiania 1813, sp. 105-110.

- «Om Sop (Svamoe, Fungi)», i Den norske Bondeven, Christiania 1812, sp. 17-22

- «Veiledning til at indsamle, behandle og tørre 3 Slags Medicinal-Rødder», i Budstikken, Christiania 1812, sp. 64-65; Den norske Bondeven, Christiania 1812, sp. 13-16.

- «Overlærer Flors Skrivelse i samme Anledning» [Chr. Smiths søknad om reisestipend i 1812], i Budstikken, Christiania 1812, nr. 45–46.

- «Foderurter og Indsamling af Frøe», i Den norske Bondeven, Christiania 1813, sp. 65-73.

- «Moure, en norsk Plante brugelig til at farve Rødt med», i Budstikken, Christiania 1813, sp. 297-300.

- «Kort Underretning om Hvidkaals, Kaalrabis og Gulerødders Dyrkning», i Budstikken, Christiania 1814, nr. 15–16. [Også som særtrykk]

- «Foderurter», i Den norske Bondeven, Christiania 1815, sp. 65-73.

- «Beskrivelse over indenlandske Foderurter», i Den norske Bondeven, Christiania 1815, s. 159–172

- «En kort Skizze af Prof. C. Smiths sidste Reise i Norge i Sommeren 1813, meddelt i Form af et Brev til en Ven» [udgivet af M. R. Flor], i Topografisk-statistiske samlinger, II, 2, s. 243–259.

- «Bemærkninger over nogle norske medicinske Fjeldplanter, skrevne i Aaret 1811 af Prof. Smith og efter hans Død udg. af M. R. Flor», i Topografisk-statistiske samlinger, II, 2, s. 229–242

- «Landøkonomiske Læresetninger», i Budstikken, Christiania 1817-1818, nr. 21–26

- «Legems-Øvelser», i Christiania Intelligents-Sedler 29.9.1817

- «Om Frugttrædyrkning», i Budstikken, Christiania 1817-1818, nr. 39–40

- «Udtog af et Brev fra en Embedsmand i Finmarken [ie. P. V. Deinboll]» [udgivet af M. R. Flor], i Budstikken, Christiania 1818, sp. 605–608.

- [Biografisk forord om Chr. Smith], i Professor C. Smith’s Dagbog paa en Reise til Congo i Afrika (Christiania 1819)

- «Udtog af bemærkninger ved professor Chr. Smiths plantesamling fra omegnen af Congo-floden», i Professor C. Smith’s Dagbog paa en Reise til Congo i Afrika (Christiania 1819)

## Eksterne links
- Dansk biografisk leksikon (DBL1). Artikkel om M. R. Flor
- Store norske leksikon. Artikkel om M. R. Flor
- Kraft og Nyerup: Almindelig Litteraturlexicon. Artikkel om M. R. Flor
- Ernst Bjerke: Uavhengighet gjennom vitenskap. Naturhistorie som økonomisk og politisk redskap i opplysningstidens Danmark og Norge, masteropgave i historie, Universitetet i Oslo, våren 2008. (Bl.a. om Flors arbejde under blokaden).
- Anders Langangen og Ernst Bjerke: Overlærer Martin Richard Flor, Oslo katedralskoles skrifter nr. 1, Oslo 2006
- Ernst Bjerke: Mosepresten M. R. Flor og Regjeringskommisjonens surrogatarbeid, i Fortid. Historisk studenttidsskrift 4/2006 Arkiveret 10. juli 2007 hos  Wayback Machine
- Anders Langangen: Oslo katedralskoles historie i hovedtrekk, 2004
- Ernst Bjerke: Bevæpnede studenter i 1814, i Fortid. Historisk studenttidsskrift, nr. 4/2005 Arkiveret 16. februar 2010 hos  Wayback Machine
- Ernst Bjerke: Et «tiaarigt Svangerskab», i Tidsskrift for den norske Lægeforening, nr. 24/2007
- Grethe Flood: Borgerskolen i Christiania
- Yngve Nedrebø: Norsk angrepsubåt anno 1808 Arkiveret 27. januar 2013 hos  Wayback Machine

Flor omtales desuden flere steder i
- Conradine Dunker: Gamle Dage, Kristiania 1909
- Claus Pavels' Dagbøger

| Portal | Portal:Danmark |